# Лозенец (квартал на София)
Вижте пояснителната страница за други значения на Лозенец.
„Лозенец“ е квартал в град София, България. Разположен непосредствено на юг от центъра на града и заемащ северната, най-гъсто застроена част на район „Лозенец“, той има предимно жилищен характер.

## География
Квартал „Лозенец“ заема северната част на административния район „Лозенец“. Той е разположен непосредствено на юг-югоизток от центъра на града и район „Средец“, от които го отделя булевард „Евлоги и Христо Георгиеви“ и преминаващата по него Перловска река.
На запад кварталът граничи с Южния парк, отделящ го от кварталите „Иван Вазов“ и „Стрелбище“. В парка са врязани няколко застроени зони – търговският център „Сити Център София“, Плувен комплекс „Спартак“, квартал „Южен парк“, посолството на Съединените щати, Университетска болница „Лозенец“. В градоустройствено отношение те са свързани с квартал „Лозенец“, но попадат в административните граници на съседния район „Триадица“, преминаващи по булевард „Арсеналски“ и улица „Козяк“.
На изток „Лозенец“ граничи с Борисовата градина, от другата страна на която са кварталите „Яворов“, „Изток“ и „Изгрев“. Част от парка, югозападно от булевард „Драган Цанков“ и северозападно от булевард „Пейо К. Яворов“ попада в границите на район „Лозенец“. На юг граница на квартала е булевард „Никола Вапцаров“, отделящ го от квартал „Хладилника“, също част от район „Лозенец“.
Кварталът има характерен релеф с две обособени части – Долен Лозенец и Горен Лозенец. Северната част е разположена на южната тераса на Перловската река и има надморска височина 550 – 565 m, а южната част е с височина 600 – 620 m. Между тях се намира стръмна ивица със силно наклонени улици и терасирани терени.

## История
На западната граница на квартала се намират останките от античен мавзолей, част от късноримски християнски комплекс. Веселина Вачкова го идентифицира като споменатия през XVII век от Петър Богдан манастир „Света Троица“, в който според него се провежда Сердикийския събор и който дава на града името Триадица.
До началото на XX век днешният квартал Лозенец е извъградска местност, разположена непосредствено на юг от границите на град София. През XVI век в североизточния край на квартала е изградена т.нар. Стара стена, вероятно намазгях, използван в церемонии при заминаването на мюсюлманите на хадж. В близост до нея са разположени мюсюлмански гробища, запазени до края на XIX век.
В османските източници местността е наричана Корубаглар („лозя в гори“) или Курубаглар („сухи лозя“). В средата на XVII век известните пътеписи на Евлия Челеби описват Курубаглар като хубава местност край града, заета от лозя и овощни градини (той специално отбелязва вишните).
През 1889 г. в северозападната част на хълма е изградена голяма за времето си керамична фабрика на дружество „Работник“. Към 2007 г. са останали борови гори на запад от „Борисовата градина“ и Ловния парк, в тях са и Водната кула (водонапорна) и Семинарията „Св. Иван Рилски“.
По време на бомбардировките на София през 1944 г. квартал „Лозенец“ е засегнат сериозно. Разрушени са 45 сгради, убити са 19 души, а други 76 са ранени.
Общината дава парцели на пострадали от войните, бежанци от Вардарска Македония, Царибродско, печатари, преподаватели и служители, преселници от Ихтиманско. През 1921 г. официално се оформят кварталите „Долни Лозенец“ и „Горни Лозенец“. Журналистическият квартал се заражда на изток през средата на 20-те години на 20 век. В близост до пл. „Журналист“ са къщите на Елин Пелин, Валери Петров, Михаил Андреев. Първата къща е построена от юриста, писател, общественик и народен представител Минчо Дилянов. Близо до Самоковския мост са паметникът на Христо Смирненски и т.нар. „Римска стена“ – ислямски молитвен пункт, свързан с ритуали по отпътуването за хаджилък. Около него е имало турски гробища. След 1950 г. там се намира пазарът „Старата стена“.
В Горни Лозенец (на юг от бул. „Свети Наум“, преди „Трайчо Костов“) се намират Славейковите дъбове (столетни), местността „Кръста“ с построения в периода 1995 – 2005 г. храм „Св. Мина“.
В самия център на Лозенец, над бул. „Св. Наум“, е правителствената резиденция „Лозенец“. На бул. „Драган Цанков“ 4 е старата телевизионна кула на София, сега сграда на Българското национално радио.
Православна енорийска църква в квартала е „Преображение Господне“ – на ул. „Ралица“ 2, а през 2018 г. е завършен и храмът „Въздвижение на св. Кръст Господен“, който се намира в местността „Кръста“, в градинката при кръстовището на булевардите „Черни връх“ и „Джеймс Баучер“. Софийската духовна семинария има собствена църква – „Свети Йоан Рилски“.

## Градоустройство
В Долни Лозенец все още има предимно стари жилищни кооперации по 3 – 4 етажа и 2-етажни къщи. В Горни Лозенец още от 1970-те години са строени и високи жилищни блокове.
Кварталът се смята за местоживеене на състоятелни хора. Има около 20 кафенета и много магазини. Към 2010 г. значителна част от улиците са павирани.

## Образование
На територията на квартала се намират:
- Университет по архитектура, строителство и геодезия – бул. „Хр. Смирненски“ 1;
- Факултети на Софийския университет „Св. Климент Охридски“:
  - Биологически факултет – бул. „Драган Цанков“ 8
  - Физически факултет – бул. „Джеймс Баучер“ 5
  - Факултет по математика и информатика – бул. „Джеймс Баучер“ 5
  - Химически факултет – бул. „Джеймс Баучер“ 1
  - Медицински факултет – ул. Козяк 1.

В квартала има много елитни държавни и частни средни училища, както и детски градини:
- Национална финансово-стопанска гимназия, ул. „Розова долина“ 1;
- Националната природо-математическа гимназия „Акад. Л. Чакалов“, ул. „Бигла“ 52;
- 35-о Средно езиково училище „Добри Войников“, ул. „Добри Войников“ 16;
- Софийска гимназия по строителство, архитектура и геодезия „Христо Ботев“, бул. „Евлоги Георгиев“ 34
- Професионална гимназия по облекло „Княгиня Мария Луиза“, бул. „Черни връх“ 37;
- Софийска духовна семинария „Св. Иван Рилски“, пл. „Велчова завера“ 2;
- 21 СОУ „Христо Ботев“, ул. „Люботрън“ 12;
- Частна професионална гимназия „Банкер“, ул. „Д. Хаджикоцев“ 44;
- Професионален моден колеж АРТ-Авангард, ул. „Света гора“ 17;
- Професионална гимназия по мениджмънт в спорта и туризма, ул. „Димитър Димов“ 13;
- Професионално училище за охранители „Балкан Секюрити“, ул. „Богатица“ 10 – 12;
- 107 ОУ „Хан Крум“, ул. „Димитър Димов“ 13;
- 120-о ОУ „Георги Раковски“, пл. „Папа Йоан Павел II“ 7;
- 122-ро ОУ „Николай Лилиев“, ул. „Презвитер Козма“ 2;
- 139-о ОУ „Захарий Круша“, ул. „Д. Хаджикоцев“ 44;
- ОУ с ранно чуждоезиково обучение „Д-р Петър Берон“, ул. „Черни връх“ 67;
- ОУ с ранно чуждоезиково обучение „Българско школо“, ул. „Екатерина Нанчева“ 1;
- Шесто помощно училище, ул. „Русалийски проход“ 12;
- Детска градина 19, бул. „Хр. Смирненски“ 36;
- Детска градина 92, ул. „Розова долина“ 12А;
- Частна детска градина „Алиса“, ул. „Вежен“ 3
- Детска градина 141, ул. „Света гора“ 32

## Здравеопазване и администрация
- ДКЦ 13, ул. „Д. Хаджикоцев“ 20
- Университетска болница „Лозенец“, ул. „Козяк“ 1
- Частна АГ клиника „Свети Лазар“, ул. „Симеоновско шосе“
- Аджъбадем Сити Клиник Болница Токуда
- НЗОК, ул. „Кричим“ 1

Административната сграда на община „Лозенец“ е на бул. „Васил Левски“ 2, а 4-то РПУ е на ул. „Крум Попов“ 57.

## Свободно време и спорт
В района на квартал „Лозенец“ се намират:
- Софийския зоопарк
- Хотел „Кемпински Зографски“
- Хотел „Хемус“
- Хотел „Лозенец“
- Хотел „Хилтън“
- Местността „Кръста“
- Водната кула
- Плувният и спортен център „Спартак“
- Национален музей „Земята и хората“
- Къщата музей „Димитър Димов“
- Читалищата „Пробуда“, „Г. С. Раковски“ и „Пенчо Славейков“
- Парк център София

## Транспорт
Връзката с транспортната инфраструктура на столицата е добра, оттам минават редица линии на градския транспорт:
- трамваи: 10, 12, 15, 18
- автобуси: 67, 88, 94, 102, 109, 120
- тролейбус: 7
- Линия М2 на метрото

## Улици и произход на имената им
| Път                         | Наречен на                                                                      | Местоположение |
| --------------------------- | ------------------------------------------------------------------------------- | -------------- |
| „Акация“                    | Акация (Acacia), род растения                                                   | Карта          |
| „Ангел Гергов“              | Ангел Гергов (1895 – ?), комунистически деец                                    | Карта          |
| „Арсеналски“                | Софийски арсенал, местен обект                                                  | Карта          |
| „Архитект Йордан Миланов“   | Йордан Миланов (1867 – 1932), архитект                                          | Карта          |
| „Атанас Дуков“              | Атанас Дуков (1857 – 1919), революционер и офицер                               | Карта          |
| „Бабуна планина“            | Бабуна, планина в Северна Македония                                             | Карта          |
| „Беломорски проход“         | Беломорски проход, проход в Родопите                                            | Карта          |
| „Бигла“                     | Бигла, планина в Северна Македония                                              | Карта          |
| „Бисер“                     | ?                                                                               | Карта          |
| „Богатица“                  | ?                                                                               | Карта          |
| „Болград“                   | Болград, град в Украйна                                                         | Карта          |
| „Борис Пожаров“             | Борис Пожаров (1866 – 1942), актьор                                             | Карта          |
| „Борова гора“               | Местен обект                                                                    | Карта          |
| „Бреза“                     | Бреза (Betula), род растения                                                    | Карта          |
| „Бряст“                     | Бряст (Ulmus), род растения                                                     | Карта          |
| „Бунтовник“                 | ?                                                                               | Карта          |
| „Бяла“                      | ?                                                                               | Карта          |
| „Васил Кирков“              | Васил Кирков (1870 – 1931), актьор                                              | Карта          |
| „Ведрина“                   | ?                                                                               | Карта          |
| „Вежен“                     | Вежен, връх в Стара планина                                                     | Карта          |
| „Велчова завера“            | Велчова завера (1835), заговор за въстание                                      | Карта          |
| „Вискяр планина“            | Вискяр, планина в Западна България                                              | Карта          |
| „Вишнева“                   | Вишна (Prunus cerasus), вид растения                                            | Карта          |
| „Връх Вола“                 | Околчица, връх в Стара планина                                                  | Карта          |
| „Галичица“                  | Галичица, планина в Северна Македония и Албания                                 | Карта          |
| „Голо бърдо“                | Голо бърдо, планина в Западна България                                          | Карта          |
| „Гороцвет“                  | Гороцвет (Adonis), род растения                                                 | Карта          |
| „Горски пътник“             | „Горски пътник“, поема на Георги Раковски                                       | Карта          |
| „Гребен планина“            | Гребен, планина в Западна България и Сърбия                                     | Карта          |
| „Д-р Марин Русев“           | Марин Русев (1864 – 1935), военен лекар                                         | Карта          |
| „Деница“                    | ?                                                                               | Карта          |
| „Джеймс Баучер“             | Джеймс Баучер (1850 – 1920), ирландски журналист                                | Карта          |
| „Димитър Димов“             | Димитър Димов (1909 – 1966), писател                                            | Карта          |
| „Димитър Търкаланов“        | Димитър Търкаланов, политик                                                     | Карта          |
| „Димитър Хаджикоцев“        | Димитър Хаджикоцев (1846 – 1895), политик                                       | Карта          |
| „Добри Войников“            | Добри Войников (1833 – 1878), писател                                           | Карта          |
| „Добър юнак“                | Юнак, фолклорен персонаж                                                        | Карта          |
| „Драгалевска“               | Драгалевци, квартал на София                                                    | Карта          |
| „Драган Цанков“             | Драган Цанков (1828 – 1911), политик                                            | Карта          |
| „Евлоги и Христо Георгиеви“ | Евлоги Георгиев (1819 – 1897), търговец Христо Георгиев (1824 – 1872), търговец | Карта          |
| „Елин Пелин“                | Елин Пелин (1877 – 1949), писател                                               | Карта          |
| „Елин връх“                 | Елин връх, връх в Родопите                                                      | Карта          |
| „Журналист“                 | Журналист, професия                                                             | Карта          |
| „Зелено дърво“              | ?                                                                               | Карта          |
| „Златен рог“                | ?                                                                               | Карта          |
| „Златовръх“                 | Златовръх, връх в Северна Македония                                             | Карта          |
| „Зорница“                   | Венера, планета                                                                 | Карта          |
| „Иглика“                    | Иглика (Primula), род растения                                                  | Карта          |
| „Йоан Екзарх“               | Йоан Екзарх (IX – X век), писател                                               | Карта          |
| „Йоан Павел II“             | Йоан Павел II (1820 – 2005), полски духовник                                    | Карта          |
| „Йосиф Обербауер“           | Йозеф Обербауер (1853 – 1926), австрийски инженер и художник                    | Карта          |
| „Йосиф Петров“              | Йосиф Петров (1909 – 2004), поет и политик                                      | Карта          |
| „Калиакра“                  | Калиакра, нос на Черно море                                                     | Карта          |
| „Кап. Тодор Ночев“          | Тодор Ночев (? – 1912), офицер                                                  | Карта          |
| „Капитан Андреев“           | Никола Андреев (1876 – 1912), офицер                                            | Карта          |
| „Карамашев“                 | ?                                                                               | Карта          |
| „Кожух планина“             | Кожух, планина в Северна Македония и Гърция                                     | Карта          |
| „Козяк“                     | Козяк, планина в Северна Македония и Сърбия                                     | Карта          |
| „Кокиче“                    | Кокиче (Galanthus), род растения                                                | Карта          |
| „Кораб планина“             | Кораб, планина в Северна Македония и Албания                                    | Карта          |
| „Котел“                     | Котел, град в източна България                                                  | Карта          |
| „Криволак“                  | Криволак, село в Тиквешко, Северна Македония                                    | Карта          |
| „Кричим“                    | Кричим, град в Южна България                                                    | Карта          |
| „Крум Попов“                | Крум Попов (1892 – 1923), политик                                               | Карта          |
| „Кръстьо Сарафов“           | Кръстьо Сарафов (1876 – 1952), актьор                                           | Карта          |
| „Лале“                      | Лале (Tulipa), род растения                                                     | Карта          |
| „Липа“                      | Липа (Tilia), род растения                                                      | Карта          |
| „Лозенец“                   | Лозенец, квартал на София                                                       | Карта          |
| „Лозенска планина“          | Лозенска планина, планина в Западна България                                    | Карта          |
| „Любата“                    | Любаш, планина в Западна България                                               | Карта          |
| „Люботрън“                  | Люботрън, връх в Шар планина                                                    | Карта          |
| „Майор Томпсън“             | Франк Томпсън (1920 – 1944), британски офицер                                   | Карта          |
| „Мала планина“              | Мала планина, планина в Западна България                                        | Карта          |
| „Малуша“                    | Малуша, връх в Стара планина                                                    | Карта          |
| „Миджур“                    | Миджур, връх в Стара планина                                                    | Карта          |
| „Милевска планина“          | Милевска планина, планина в България и Сърбия                                   | Карта          |
| „Милин камък“               | Милин камък, рид в Западния Предбалкан                                          | Карта          |
| „Минзухар“                  | Минзухар (Crocus), род растения                                                 | Карта          |
| „Митрополит Кирил Видински“ | Кирил Скопски (1832 – 1914), духовник                                           | Карта          |
| „Момин кладенец“            | „Момин кладенец“, местност и хижа в Западна България                            | Карта          |
| „Неразделни“                | „Неразделни“, стихотворение на Пенчо Славейков                                  | Карта          |
| „Никола Й. Вапцаров“        | Никола Вапцаров (1909 – 1942), поет                                             | Карта          |
| „Никола Козлев“             | Никола Козлев (1824 – 1902), революционер и поет                                | Карта          |
| „Николай Лилиев“            | Николай Лилиев (1885 – 1960), поет                                              | Карта          |
| „Орлово гнездо“             | „Орлово гнездо“, местност в Стара планина                                       | Карта          |
| „Орфей“                     | Орфей, герой от древногръцката митология                                        | Карта          |
| „Пейо К. Яворов“            | Пейо Яворов (1878 – 1914), поет                                                 | Карта          |
| „Пеловраг“                  | Половрак, връх в Лозенска планина                                               | Карта          |
| „Персенк“                   | Голям Персенк, връх в Родопите                                                  | Карта          |
| „Петър Станчев“             | Петър Станчев (1893 – 1925), революционер                                       | Карта          |
| „Плана планина“             | Плана, планина в Западна България                                               | Карта          |
| „Плачковица“                | Плачковица, планина в Северна Македония                                         | Карта          |
| „Попово“                    | Попово, град в Североизточна България                                           | Карта          |
| „Презвитер Козма“           | Презвитер Козма (X век), писател                                                | Карта          |
| „Проф. Васил Геров“         | Васил Геров (1904 – ?), инженер                                                 | Карта          |
| „Проф. Х. Тачев“            | Харалампи Тачев (1875 – 1944), художник                                         | Карта          |
| „Проф. д-р Желязко Христов“ | Желязко Христов (1948 – 2010), профсъюзен деец                                  | Карта          |
| „Равнец“                    | Равнец (Achillea), род растения                                                 | Карта          |
| „Развигор“                  | Развигор, вид вятър                                                             | Карта          |
| „Ралица“                    | Ралица (Consolida), род растения                                                | Карта          |
| „Ран Босилек“               | Ран Босилек (1886 – 1958), писател                                              | Карта          |
| „Резньовете“                | Резньовете, върхове на Витоша                                                   | Карта          |
| „Розова долина“             | Розова долина, долина в Централна България                                      | Карта          |
| „Руй планина“               | Руй, планина в България и Сърбия                                                | Карта          |
| „Сава Огнянов“              | Сава Огнянов (1876 – 1933), актьор                                              | Карта          |
| „Св. Теодосий Търновски“    | Теодосий Търновски (1300 – 1363), духовник                                      | Карта          |
| „Света гора“                | Света гора, полуостров в Гърция                                                 | Карта          |
| „Свети Наум“                | Наум Преславски (830 – 910), духовник                                           | Карта          |
| „Свети Седмочисленици“      | Седмочисленици, група православни светци                                        | Карта          |
| „Симеоново“                 | Симеоново, квартал на София                                                     | Карта          |
| „Синчец“                    | Синчец (Scilla), род растения                                                   | Карта          |
| „Славище“                   | Славище, котловина в Северна Македония                                          | Карта          |
| „Стара стена“               | Римска стена, местен обект                                                      | Карта          |
| „Стоян Заимов“              | Стоян Заимов (1853 – 1932), революционер                                        | Карта          |
| „Стоян Михайловски“         | Стоян Михайловски (1856 – 1927), писател                                        | Карта          |
| „Стрелча“                   | Стрелча, град в Централна България                                              | Карта          |
| „Трепетлика“                | Трепетлика (Populus tremula), вид растения                                      | Карта          |
| „Университетска“            | Софийски университет, висше училище в София                                     | Карта          |
| „Хелзинки“                  | Хелзинки, столицата на Финландия                                                | Карта          |
| „Христо Смирненски“         | Христо Смирненски (1898 – 1923), поет                                           | Карта          |
| „Цанко Церковски“           | Цанко Церковски (1869 – 1926), писател и политик                                | Карта          |
| „Цветна градина“            | Местен обект                                                                    | Карта          |
| „Църноок“                   | Църноок, връх в Сърбия                                                          | Карта          |
| „Червена стена“             | Червена стена, връх в Северна Македония                                         | Карта          |
| „Черни връх“                | Черни връх, връх на Витоша                                                      | Карта          |
| „Черноризец Храбър“         | Черноризец Храбър                                                               | Карта          |
| „Яворец“                    | ?                                                                               | Карта          |
| „Якубица“                   | Якубица, планина в Северна Македония                                            | Карта          |
| „Янко Софийски войвода“     | Янука (XIV век), легендарен военачалник                                         | Карта          |